# فرنسيسكو ريفيرا
فرنسيسكو ريفيرا (بالإنجليزية: Francisco Rivera) هو فنان قتال مختلط أمريكي، ولد في 8 أكتوبر 1981 في ويتير في الولايات المتحدة.

## وصلات خارجية
- فرنسيسكو ريفيرا على موقع شيردوغ (الإنجليزية)
- فرنسيسكو ريفيرا على موقع IMDb (الإنجليزية)